# Il lamento per Icaro
Il lamento per Icaro (The Lament for Icarus) è un dipinto a olio su tela (180x150 cm), realizzato nel 1898 dal pittore inglese Herbert James Draper, e conservato alla Tate Britain di Londra.

## Descrizione

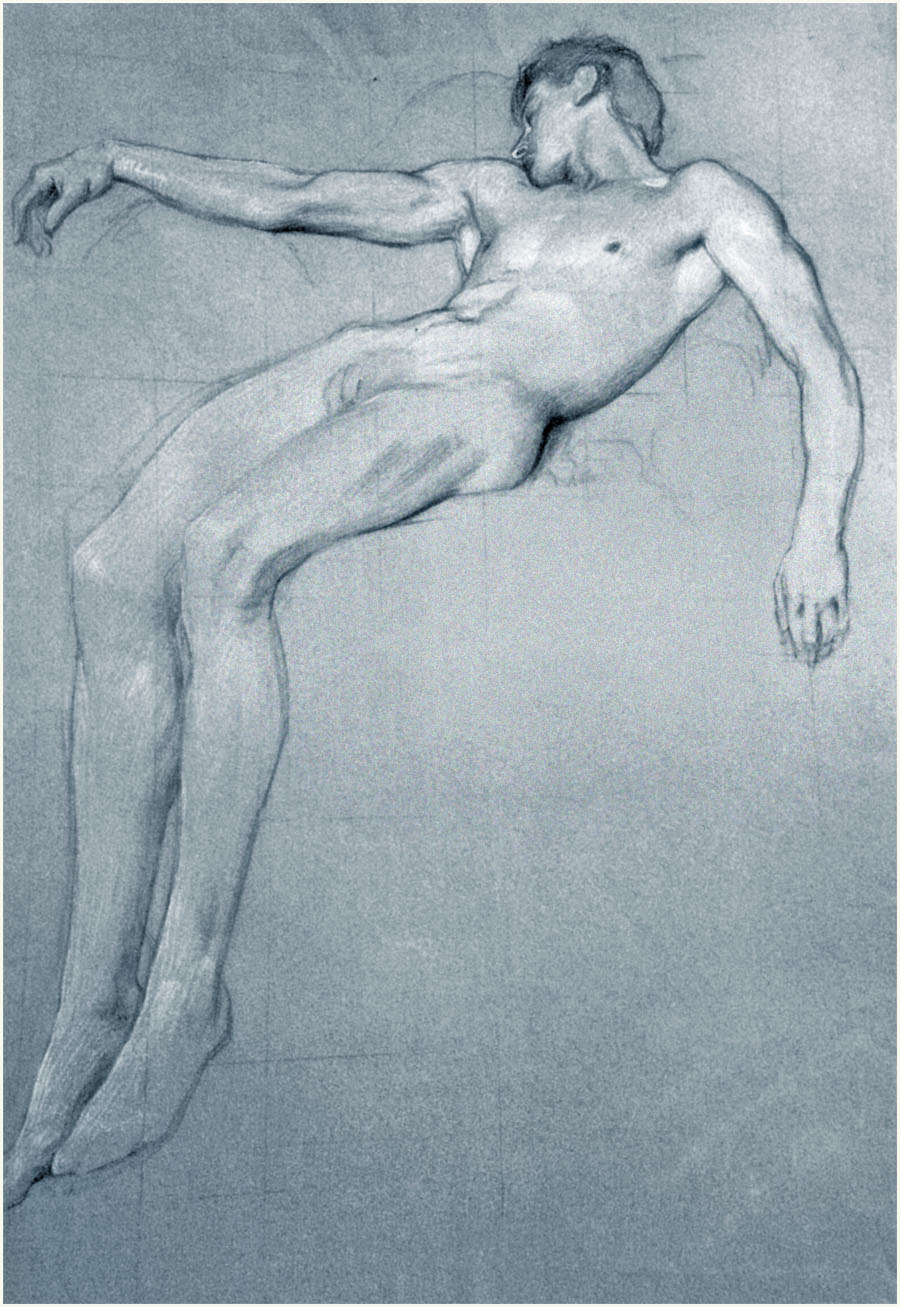
Disegno preparatorio sulla figura di Icaro.

Il dipinto rappresenta il lamento delle ninfe sul corpo di Icaro, precipitato dal cielo dopo essersi avvicinato troppo al sole. Le ali di Icaro, progettate dal padre Dedalo, sono ispirate a quelle dell'uccello del paradiso.
Secondo la critica d'arte Justine Hopkins, Draper rappresenta Icaro come «gli altri eroi dei preraffaeliti e dei simbolisti che, come James Dean mezzo secolo più tardi, erano in grado di vivere velocemente, morire giovani e lasciare dietro bellissimi cadaveri».

## Storia
Nell'ultimo decennio del XIX secolo Draper era molto interessato a soggetti mitologici e dipinse numerose tele di questo genere. Icaro non era un soggetto raro per i pittori vittoriani, ma Draper, al contrario di altri pittori contemporanei come Frederic Leighton, sceglie di rappresentare Icaro non nel momento di gloria del volo ma nella tragica conclusione della vicenda. Come Leighton prima di lui, Draper realizzò il dipinto disegnando le quattro figure separatamente e poi assemblandole; per Icaro e le tre ninfe usò come modelli Luigi di Luca, Ethel Gurden, Ethel Warwick e Florence Bird, tutti e quattro modelli professionisti impiegati dalla Royal Academy.
L'uso del corpo maschile usato come veicolo emotivo è caratteristico del tardo periodo vittoriano sia in pittura che in scultura. La pelle scura di Icaro ricorda il fatto che il giovane ha volato troppo vicino al sole prima di cadere e i raggi del sole su una scogliera sullo sfondo rammentano allo spettatore la fine della vicenda. L'epico fallimento di Icaro è messo in risalto anche dal fatto che anche nella morte il corpo di Icaro è perfettamente intatto e non mostra segni della caduta, così come le sue ali sono integre e non sciolte, come invece racconta Ovidio.